# Parti démocratique de Côte d'Ivoire – Rassemblement démocratique africain
Le Parti démocratique de Côte d'Ivoire-Rassemblement démocratique africain (PDCI-RDA) est un parti politique ivoirien fondé en 1946, succédant au Syndicat agricole africain par Félix Houphouët-Boigny, avec pour objectif affiché « l’émancipation du peuple noir » et membre du Rassemblement démocratique africain dès sa création. De centre droit d’inspiration libérale, il est le parti unique depuis l’indépendance en 1960 jusqu’en 1990, sous la direction du président Houphouët-Boigny. Il est le plus ancien parti politique d’Afrique subsaharienne après l’African National Congress (ANC) en Afrique du Sud.
S'appuyant sur son fief du pays baoulé, il reste au pouvoir après les premières élections multipartites, organisées en 1990. Après sa mort, Félix Houphouët-Boigny, est remplacé au poste de président par Henri Konan Bédié en 1993. Après une campagne électorale féroce et des débats juridiques, et à la suite du coup d'État militaire dirigé par le général Robert Guéï, il est évincé du pouvoir en 1999.
Les organes de presse proches du PDCI-RDA sont : Le Nouveau Réveil, Le Rebond, Le Dialogue et la National Plus — après avoir été longtemps Le Démocrate.

## Orientation politique
Le parti démocratique de Côte-d'Ivoire se réclame du libéralisme économique qui exclut l'intervention de l'Etat dans les activités économiques.
Toutefois, le PDCI s'accommode du capitalisme d'État, mais qui n'est considéré après l'indépendance que comme une phase transitoire, en attendant que les capitalistes ivoiriens soient formés.

## Histoire

### La naissance du syndicat agricole africain (1944–1946)
Le médecin-planteur Félix Houphouët-Boigny fonde le 3 septembre 1944, avec huit autres planteurs, Joseph Anoma, Marcel Laubhouet, Fulgence Brou, Gabriel Dadié, Djibril Diaby, Georges Kassi, Kouamé N’Guessan et Amadou Lamine Touré, le Syndicat agricole africain (SAA) dont il devient le président. Regroupant les planteurs africains mécontents de leur sort, le SAA a pour objectif de défendre les intérêts des planteurs autochtones lésés par l’administration coloniale qui sous-paye leur cacao.
Le combat prend toutefois rapidement une tournure politique, avec des revendications anticolonialistes et antiracistes. Houphouet implante le SAA dans tout le pays et en fait l’instrument de lutte du peuple ivoirien contre le régime colonial. Il revendique de meilleures conditions de travail, une hausse des salaires et l’abolition du travail forcé.
Ce syndicat rencontre rapidement le succès et reçoit l’appui de près de 20 000 planteurs, ce qui inquiète les colons qui portent plainte contre Houphouët. Le retentissement est tel qu’il se rend, début 1945, à Dakar pour expliquer la démarche du SAA au gouverneur général de l’AOF, Pierre Cournarie.
Après des mois de luttes pour, en octobre 1945, Houphouët est élu comme premier député des autochtones.
De 1946 à 1947, le nouveau parti est dirigé par un bureau provisoire de 18 membres, présidé par Félix Houphouët-Boigny et composé de Philippe Franceschi, Etienne Djaument, Jean Delafosse, Raoul Nicolas, Babacar Diop, Fily Sissoko, Seyni Gueye, Turbé Sow, Germain Coffi Gadeau, Gabriel Dadié, Dorothée Da Sylva, Martin Blagnon, Jean Casanova, Ouezzin Coulibaly, Mory Kéita, Akré Ahobaut, Joseph Anoma.

### La fondation du PDCI et la marche vers l'indépendance (1946–1960)
Dès la fin de la Seconde Guerre mondiale en Europe, le 8 mai 1945, l’idée de la reconnaissance du peuple africain au même titre que les citoyens de la métropole émerge dans l’élite africaine constituée entre autres de Félix Houphouet-Boigny, Modibo Keïta ou encore Léopold Sédar Senghor.
Houphouët-Boigny transforme, avec l’aide des Groupes d’études communistes d’Abidjan, le SAA en Parti démocratique de Côte d’Ivoire (PDCI). L’assemblée constitutive du parti a lieu le 9 avril 1946 à Treichville, au piano-bar l’Étoile du Sud, salle de réunion et de loisirs de l’élite abidjanaise, construite par le planteur Georges Kassi.
Le PDCI est ensuite la cheville ouvrière de la création, avec les autres forces politiques africaines, du  Rassemblement démocratique africain (RDA) dont le congrès constitutif a lieu du 18 au 21 octobre 1946 à Bamako. Réunissant près de 800 délégués venus d’Afrique Occidentale Française et d’Afrique Equatoriale Française, le RDA se donne pour objectif la libération de l’Afrique du colonialisme et de l’impérialisme.
À la suite du Congrès de Bamako organisé par Houphouët-Boigny et Modibo Keita du 18 au 21 octobre 1946, une fédération de partis politiques africains est fondée, dénommée le Rassemblement démocratique africain (RDA) dont le PDCI fait partie et dans la création duquel il a joué un rôle de premier plan.
Désormais, le PDCI et le RDA deviennent indissociables, et le parti sera toujours appelé PDCI-RDA. Félix Houphouët-Boigny en sera d'ailleurs le seul président de 1946 à sa mort en 1993. Le secrétariat général est également confié à un Ivoirien, Fily Sissoko, à qui succédera Gabriel d’Arboussier.
Le PDCI-RDA tient son premier congrès du 27 au 31 octobre 1947. Félix Houphouët-Boigny est nommé président d'honneur du bureau du comité directeur et Auguste Denise secrétaire général (poste qu'il occupera jusqu'en 1959). Germain Coffi Gadeau est nommé secrétaire à l’organisation, et Mathieu Ekra est nommé secrétaire à l’éducation des masses. Le comité directeur compte alors 21 membres dont deux femmes (Mme Ouezzin Coulibaly, née Macoucou Traoré et Mme Mockey, née Georgette Yacé).
Le PDCI-RDA connait un succès immédiat. Avec 271 000 adhérents dès 1947, 350 000 en 1948, plus d’un million après 1950, il devient un parti de masse.
La répression contre le PDCI s'accentue à la fin des années 1940. Des militants sont régulièrement arrêtés et battus par des policiers, avec parfois des actes de tortures ; d'autres sont renvoyés de leurs emplois. L'un des principaux dirigeants du parti, le sénateur Biaka Boda, est retrouvé pendu et déchiqueté dans la forêt, alors qu'il était recherché par la police. L'arrestation et l'emprisonnement sans jugement de plusieurs de ses leaders provoque en 1949 la marche des femmes sur Grand-Bassam en vue d'obtenir leur libération. Les tensions culminent au début de l'année 1950, quand, à la suite d’un incident, la quasi-totalité de la direction du PDCI est arrêtée. Des rassemblements de protestation sont organisés ; alors que la police tire à blanc pour disperser la foule, des colons tirent à balles réelles, tuant treize manifestants. Au lieu de rechercher les auteurs du massacre, les autorités, craignant des émeutes, font arrêter des milliers de militants indépendantistes.
Houphouët-Boigny décide en octobre 1950 de rompre avec les communistes et de ne plus contester l'Union française après une rencontre avec François Mitterrand dans le bureau de ce dernier. Celui-ci indique : « je l'ai traité un peu durement. Je l'ai prévenu que j'allais doubler les garnisons en Afrique et que je le tiendrais pour responsable d'éventuels troubles. Je lui ai expliqué que les revendications humaines, sociales et économiques auraient mon plein appui si elles étaient justifiées. Mais que je n'admettrai pas qu'elles prennent un caractère politique[réf. nécessaire]. »  Lors des élections législatives de 1951, il présente une liste commune avec le parti de Mitterrand, l’Union démocratique et socialiste de la Résistance (UDSR) avec laquelle l’affiliation du RDA devient officielle en 1952.

### Le parti unique (1960–1990)
La Constitution élaborée au lendemain de l'indépendance établit le multipartisme. Toutefois, la vie politique s'organise comme si c'était le monopole du PDCI qui était reconnu par cette dernière. Le motif selon Félix Houphouët-Boigny est qu'un régime de parti unique est nécessaire pour une nation en cours de formation.
Philippe Yacé, inamovible secrétaire général du PDCI depuis l'indépendance, et qui avait imprudemment manifesté son désir de succéder à Houphouët-Boigny, tombe en disgrâce à la fin des années 1970. Son poste de secrétaire général du PDCI, qu'il détenait depuis 15 ans, est brutalement supprimé à l'occasion du septième congrès ordinaire du parti en 1980.

### Le PDCI face au multipartisme (1990–2000)
Lors de l’élection présidentielle ivoirienne de 1990, le président sortant, Félix Houphouët-Boigny est élu contre Laurent Gbagbo avec 81,68 % des voix. Il meurt le 7 décembre 1993. Henri Konan Bédié, président de l’Assemblée nationale, est investi président. Il est élu lors de l’élection présidentielle ivoirienne de 1995 contre Francis Romain Wodié avec 96,44 % des voix. Il est déposé le 24 décembre 1999 par un coup d’État militaire et Robert Guéï prend le pouvoir.
Henri Konan Bédié est élu président du parti le 30 avril 1994.

### Un parti d’opposition à Laurent Gbagbo (2000-2011)
Aux élections législatives de 2000, il occupe 46 sièges sur 225 et est un parti d’opposition.

### La participation au pouvoir sous la présidence Ouattara (2011-2018)
Le PDCI soutient Alassane Ouattara à l’élection présidentielle de 2010 et constitue son principal allié durant l'essentiel de sa présidence. Il fait partie de la coalition politique Rassemblement des houphouëtistes pour la démocratie et la paix avec le RDR de Ouattara.
Le PDCI entre finalement dans l'opposition et quitte le RHDP en 2018. En réponse, le pouvoir fait sanctionner des cadres du parti.
Un vice-président du PDCI, Jacques Mangoua, est arrêté en septembre 2019 et condamné en octobre à cinq ans de prison au terme d'un procès expéditif pour « détention de munitions d'armes de guerre sans autorisation administrative ». Mangoua obtient une libération conditionnelle en mars 2020 et son procès en appel est alors prévu pour avril. Cette libération conditionnelle, décidée par le président Ouattara, est obtenue après l'intervention de la reine des Baoulés auprès du président. Cette volonté du président Ouattara est perçue comme une tentative de se reserrer ses liens avec le PDCI.

### Le rapprochement avec le FPI
À partir de 2019 et en vue de l'élection présidentielle d'octobre 2020, le PDCI se rapproche du FPI. En avril 2020, un accord-cadre est signé entre les deux partis et en juin 2020, les deux partis appellent leurs militants à « travailler de concert ». Néanmoins, les deux partis ont prévu de présenter chacun un candidat à l'élection présidentielle. Après le retournement du président Ouattara qui choisit de se présenter pour un troisième mandat dont la légitimé constitutionnelle est mise en doute, l'opposition décide de boycotter cette élection. Les opposants contestent l'élection et le régime les emprisonne.
En juin 2022 se déroule l'élection à la présidence de l'Assemblée nationale. Le PDCI choisit d'apporter son soutien à Adama Bictogo, candidat du Rassemblement des houphouëtistes pour la démocratie et la paix (RHDP), le parti au pouvoir. Ce dernier est élu avec 237 voix contre 6 pour Jean-Michel Amankou, pourtant membre du PDCI. Ce soutien est présenté comme faisant partie du « processus de réconciliation »,.
Ce rapprochement avec le FPI est de courte durée puisque lors des élections municipales et régionales de 2023, le FPI fait alliance avec le RHDP, tandis que le PDCI s'allie dans certains endroits avec le Parti des peuples africains – Côte d'Ivoire (PPA-CI) de Laurent Gbagbo. Le score du PDCI est décevant.

### Succession d'Henri Konan Bédié
Henri Konan Bédié, président du parti depuis 1994, meurt le 1er août 2023. Un 8e congrès extraordinaire est organisé en décembre 2023 pour élire un remplaçant. Cinq personnalités du parti sont en lice : Maurice Kakou Guikahué, Noël Akossi Bendjo, Jean-Marc Yacé, Moïse Koumoué Koffi et Tidjane Thiam,.
Les candidats Moïse Koumoué Koffi et Noël Akossi Bendjo, après intervention du Collège de conciliation et de recherche de consensus du parti présidé par Émile Constant Bombet, retirent leur candidature début décembre. Moïse Koumoué Koffi note que les différentes candidatures provoquent « de fortes tensions internes au sein du Parti ». La candidature de Maurice Kakou Guikahué est invalidée par les instances du parti car il est sous contrôle judiciaire depuis janvier 2021, conséquence du boycott de l'élection présidentielle de 2020 par l'opposition. Toutefois peu après cette invalidation, la justice ivoirienne lève cette mesure de contrôle judiciaire. Maurice Kakou Guikahué dénonce la volonté des instances du parti d'imposer Tidjane Thiam comme unique candidat,,,,.
Le jour du congrès, le 16 décembre 2023, la justice ivoirienne intervient une deuxième fois dans le processus interne et suspend le congrès. La justice juge recevable la plainte de deux militants qui dénoncent des irrégularités sur la liste des congressistes appelés à voter.
Lors d'une réunion du bureau politique organisée le 19 décembre 2023, le PDCI reprogramme son congrès à la date du vendredi 22 décembre 2023 à la fondation Félix Houphouët-Boigny à Yamoussoukro,. Le 22 décembre, Tidjane Thiam est élu avec 96,5 % des voix comme président du PDCI. Le bureau politique du PDCI adopte une motion qui nomme Thiam comme candidat du parti pour l'élection présidentielle du 25 octobre 2025.
En mars 2024, Sylvestre Emmou, maire de Port-Bouët, et Noël Akossi Bendjo sont nommés respectivement secrétaire exécutif — numéro 2 du parti — et coordonnateur général. La mise à l'écart de Maurice Kakou Guikahué, toujours influent au sein du PDCI, est critiquée en interne. Le 17 janvier 2025, Tidjane Thiam le nomme conseiller politique.
En avril 2025, Thiam est l'unique candidat à la primaire du PDCI pour obtenir l'investiture du parti à l'élection présidentielle. Il obtient 99,5 % des voix avec une participation de 93,2 % et est nommé candidat du parti pour l'élection,,. Néanmoins, le même mois, la justice ivoirienne considère qu'en ayant obtenu la nationalité française en 1987, Thiam a de jure perdu la nationalité ivoirienne, ce qui l'exclut des listes électorales et par conséquent l'empêche de se présenter à l'élection présidentielle,. Thiam renonce à la présidence du parti le 12 avril 2025, considérant qu'il est victime d'un « harcèlement judiciaire » mais un poste de président délégué est créé spécialement pour qu'il garde le contrôle du parti. L'intérim est assuré par Ernest N’Koumo Mobio, doyen des vice-présidents du parti et un congrès extraordinaire se déroule le 14 mai. Tidjane Thiam, unique candidat, y est réélu président avec plus de 99 % des suffrages. Cet épisode est interprété comme un moyen de lutter contre une procédure judiciaire en destitution de la présidence du parti car selon la plaignante, Valérie Yapo, Thiam n'était pas considéré comme Ivoirien au moment de son élection ce qui est interdit par les statuts du parti. En mai 2025, Maurice Kakou Guikahué démissionne de son poste de conseiller politique. Il critique en particulier les conditions de l'organisation d'un congrès extraordinaire en 2 jours pour que Tidjane Thiam puisse échapper à une destitution par la justice. Le 22 mai, la justice ivoirienne juge sans objet la plainte de Valérie Yapo contre Tidjane Thiam ce qui permet à Thiam de rester président du parti,.

## Organigramme et organes
- Bureau politique, organe de décision entre deux congrès[44], qui compte 400 membres en juin 2020[45] (il en comptait 70 en 1980)
- Comité de pilotage de l'organisation du Bureau politique (créé en août 2022)[46]
- Comité politique (créé en avril 2021)[47]
- Conseil de surveillance pour « veiller au bon fonctionnement des différentes structures opérationnelles du parti » (créé en novembre 2021)
- Secrétariat exécutif dont le chef est considéré comme le numéro deux du PDCI[48]
- Vice-présidents du parti (au nombre de 38 en 2019)[49]
- Grande cellule de coordination de la communication (GCCC)[50]
- Jeunesse du PDCI rurale
- Jeunesse PDCI estudiantine et scolaire
- Jeunesse du PDCI urbaine
- Comité des Sages
- Comité de veille juridique
- Des représentations locales : les comités de base, les sections, les délégations (351)[51].

### Médias
Fraternité Hebdo était le journal officiel du PDCI durant la période celui-ci était le parti unique (1960-1990).
La plupart des principaux quotidiens ivoiriens appartiennent actuellement à des formations politiques. Les titres proches du PDCI sont :
- Le Nouveau Réveil
- Le Démocrate
- La Nouvelle République
- Le Bélier[53]
- Le Bélier Intrépide[53]
- L’Héritage[53]
- Dernière Heure Monde[53]
- Le Réveil Hebdo[54]
- Ivoire Soir[54]
- Le National[54]

### Adhésion
L’adhésion au PDCI coûte 1 000 Fcfa en 2018. En ce qui concerne la cotisation annuelle, les militants de base s’acquittent de 1 000 Fcfa tandis que les cadres paient 50 000 Fcfa.

## Liste des congrès
- Premier congrès ordinaire (1947)[2]
- Deuxième congrès ordinaire (1952)[44]
- Troisième congrès ordinaire (1959)[44]
- Quatrième congrès ordinaire (1965)[44]
- Cinquième congrès ordinaire (1970)
- Septième congrès ordinaire (1980)[12] : renouvellement en profondeur du bureau politique, création d'un comité politique de neuf membres, élection pour la première fois de Félix Houphouët-Boigny comme président du parti, disgrâce de Philippe Yacé, secrétaire général du parti depuis 15 ans, vive critique contre les "spéculations" des pays occidentaux sur le café et le cacao, et singulièrement la France.
- Huitième congrès ordinaire (1985)
- Neuvième congrès ordinaire (1991) : élection à la tête du parti de Félix Houphouët-Boigny[50]
- Quatrième congrès extraordinaire (1994) : le président Bédié est élu à la suite du décès du président Houphouët-Boigny[50]
- Dixième congrès ordinaire (1996)[50]
- Onzième congrès ordinaire (2002)[44]
- Douzième congrès ordinaire (2013) :
  - réélection de Henri Konan Bédié pour cinq ans avec plus de 93 % des suffrages exprimés face au président de la jeunesse du PDCI Kouadio Konan Bertin et à l’ancien secrétaire général du parti, Alphonse Djédjé Mady[56].
  - suppression très débattue de l’article sur l'obligation que l'âge du président du parti soit entre 40 et 75 ans[57]
- Cinquième congrès extraordinaire (2015) : approbation de l'appel de Daoukro, c'est-à-dire du soutien du PDCI à la candidature du président Alassane Ouattara à sa propre succession à la tête de la Côte d'Ivoire[58]
- Sixième congrès extraordinaire (2018) : à la suite de la rupture avec le RHDP (parti présidentiel), il reporte le 13e congrès ordinaire après la tenue de l’élection présidentielle d’octobre 2020 et prolongeant le mandat d’Henri Konan Bédié[56].
- Septième congrès extraordinaire (2023)
- Huitième congrès extraordinaire (décembre 2023)[20]
- Neuvième congrès extraordinaire (mai 2025)[40]